# ولادیمیر پوزنر
ولادیمیر پوزنر (روسی: Влади́мир Соломо́нович По́знер؛ ۵ ژانویهٔ ۱۹۰۵ – ۱۹ فوریهٔ ۱۹۹۲) مترجم، نویسنده و فیلم‌نامه‌نویس فرانسوی-روسی بود.
وی فیلم‌نامه‌نویس فیلم‌هایی همچون آینه تاریک و مادام کاملیا بوده، پوزنر در نوزدهمین دوره جوایز اسکار نامزد بهترین داستان برای فیلم آینه تاریک شده است.